# Política espacial de los Estados Unidos

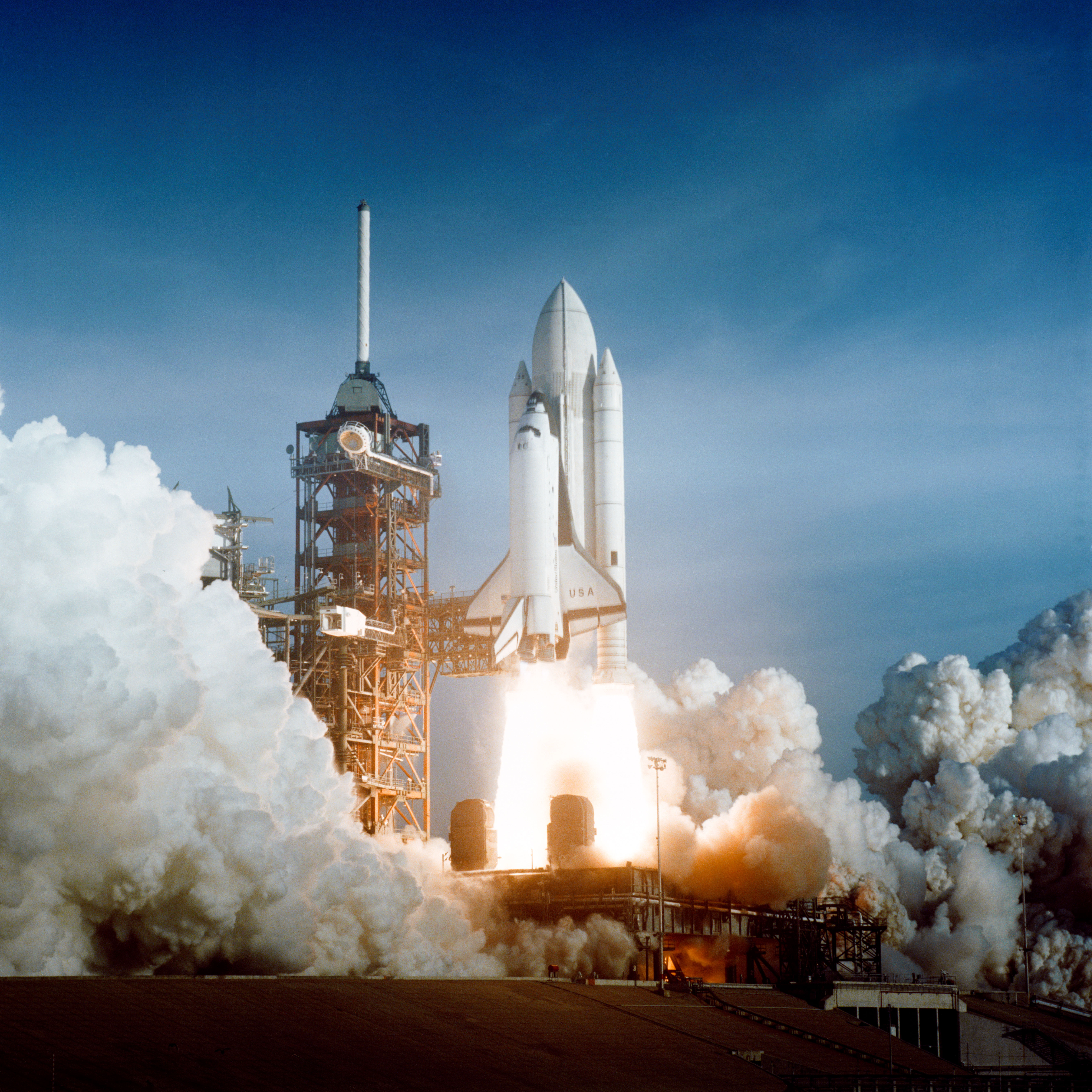
Despegue de la nave Columbia en 1981. El Transbordador espacial fue uno de los proyectos más ambiciosos de la NASA, marcado por su elevado presupuesto y los graves accidentes

La política espacial de los Estados Unidos incluye tanto la formulación de la política espacial a través del proceso legislativo como la implementación de esa política en los programas espaciales civiles y militares de los Estados Unidos a través de agencias reguladoras. La historia inicial de la política espacial de los Estados Unidos está vinculada a la carrera espacial estadounidense-soviética de la década de 1960, que dio paso al programa del transbordador espacial. Existe un debate sobre el futuro posterior al transbordador espacial del programa espacial civil.

## Proceso de política espacial
La política espacial de los Estados Unidos es redactada por el Poder Ejecutivo bajo la dirección del Presidente de los Estados Unidos, se somete a aprobación y establecimiento de fondos para el procedimiento legislativo del Congreso de los Estados Unidos.
Las organizaciones de defensa del espacio pueden brindar asesoramiento al gobierno y presionar para conseguir objetivos espaciales. Estos incluyen grupos de defensa como el Instituto de Ciencia Espacial, la Sociedad Nacional del Espacio y el Space Generation Advisory Council, este último, entre otras cosas, organiza el evento anual de la Noche de Yuri; sociedades científicas como la American Astronomical Society y la American Astronautical Society; y organizaciones políticas como las National Academies of Sciences, Engineering, and Medicine.

### Redacción
Al redactar la política espacial, el Presidente consulta con la Administración Nacional de Aeronáutica y del Espacio (NASA), responsable de los programas espaciales civiles y científicos, y con el Departamento de Defensa, responsable de las actividades espaciales militares, que incluyen comunicaciones, reconocimiento, inteligencia, mapeo, y defensa antimisiles. El Presidente es legalmente responsable de decidir qué actividades espaciales corresponden a las áreas civiles y militares. El Presidente también consulta con el Consejo de Seguridad Nacional, la Oficina de Política de Ciencia y Tecnológica y la Oficina de Administración y Presupuesto.
La Ley Nacional del Espacio y la Aeronáutica de 1958, que creó la NASA, también creó un Consejo Nacional de Aeronáutica y del Espacio que es presidido por el Presidente, que tiene como asesores al Secretario de Estado, Secretario de Defensa, Administrador de la NASA, Presidente de la Comisión de Energía Atómica, más hasta un miembro del gobierno federal y otros tres miembros de carácter privado "eminentes en ciencia, ingeniería, tecnología, educación, administración o asuntos públicos" nombrados por el Presidente. Antes de asumir el cargo de Presidente, John F. Kennedy persuadió al Congreso para enmendar la Ley y así permitirle establecer el precedente de delegar la presidencia de este consejo a su Vicepresidente (Lyndon B. Johnson). El Consejo se suspendió en 1973 durante la presidencia de Richard M. Nixon. En 1989, el presidente George H. W. Bush restableció un Consejo Nacional del Espacio constituido de manera diferente por orden ejecutiva, que fue suspendido en 1993 por el presidente Bill Clinton. El presidente Donald Trump restableció el Consejo por orden ejecutiva en 2017.
Los aspectos internacionales de la política espacial de los Estados Unidos pueden involucrar negociaciones diplomáticas con otros países, como el Tratado del Espacio Exterior de 1967. En estos casos, el Presidente negocia y firma el tratado en nombre de los Estados Unidos de acuerdo con su autoridad constitucional, luego lo presenta al Congreso para su ratificación.

### Legislación
Una vez que presentada una solicitud, el Congreso sigue el protocolo necesario para aprobar la normativa y autorizar el gasto presupuestario para su implementación. Para apoyar esto, las políticas civiles son revisadas por el Subcomité de la Cámara sobre Espacio y Aeronáutica y el Subcomité del Senado sobre Ciencia y Espacio. Estos comités pueden supervisar la implementación de la NASA de políticas espaciales establecidas, monitorear el progreso de grandes programas espaciales como el programa Apolo y en casos especiales como graves accidentes espaciales como el incendio del Apolo 1, donde el Congreso supervisó la investigación del accidente de la NASA.
Las políticas militares son revisadas y supervisadas por el Subcomité de la Cámara sobre Fuerzas Estratégicas y el Subcomité del Senado sobre las Fuerzas Estratégicas, así como la Comisión Permanente Selecta sobre Inteligencia de la Cámara de Representantes y el Comité Selecto del Senado sobre Inteligencia.
El Comité de Relaciones Exteriores del Senado lleva a cabo audiencias sobre los tratados espaciales propuestos, y los diversos comités de asignaciones tienen poder sobre los presupuestos de las agencias relacionadas con el espacio. Los esfuerzos de política espacial son apoyados por agencias del Congreso como el Servicio de Investigación del Congreso y, hasta que se disolvió en 1995, la Oficina de Evaluación de Tecnología, así como la Oficina de Presupuesto del Congreso y la Oficina de Responsabilidad del Gobierno.
El producto final de la política espacial del Congreso es, en el caso de la política interna, un proyecto de ley que establece explícitamente los objetivos de la política y la asignación presupuestaria para su implementación que se presentará al Presidente para su firma como ley, o un tratado ratificado con otras naciones.

### Implementación
Tradicionalmente, las actividades espaciales civiles han sido implementadas exclusivamente por la NASA, pero la nación está en un proceso de transición a un modelo en el que las empresas privadas implementan más actividades bajo el asesoramiento y el soporte de la NASA. Además, la Administración Nacional Oceánica y Atmosférica del Departamento de Comercio opera varios servicios con componentes espaciales, como el programa Landsat.
Las actividades espaciales militares son implementadas por el Comando Espacial de la Fuerza Aérea, el Comando Espacial Naval y el Comando Espacial y de Defensa de Misiles del Ejército.

#### Licencia
Cualquier actividad "destinada a realizar en los Estados Unidos el lanzamiento de un cohete de lanzamiento, operar desde alguna base de lanzamiento o reingreso, el reingreso de una cápsula de reingreso" necesita una licencia para operar en el espacio ultraterrestre. Esta licencia debe ser solicitada por "cualquier ciudadano o entidad organizada bajo las leyes de los Estados Unidos, así como otras entidades, según lo definido por las regulaciones relacionadas con el espacio, que tienen la intención de operar en los Estados Unidos... deben obtener la supervisión de Administración Federal de Aviación, Comisión Federal de Comunicaciones y el Secretario de Comercio controlan el cumplimiento de la licencia del Secretario de Transporte".

## Programas espaciales incluidos dentro del presupuesto
La financiación de los programas espaciales se realiza en parte con presupuesto federal anual, donde se considera como parte de la política científica de la nación. En la solicitud de presupuesto de la administración Obama para el año fiscal 2011, la NASA recibiría 11.0 mil millones de dólares, de un presupuesto total de investigación y desarrollo de 148.1 mil millones de dólares. Otras actividades espaciales se financian con cargo al presupuesto de investigación y desarrollo del Departamento de Defensa, y de los presupuestos de las otras agencias reguladoras involucradas en asuntos espaciales.

## Legislación internacional
Estados Unidos está integrado en cuatro de los cinco tratados de derecho espacial ratificados por la Comisión de las Naciones Unidas sobre los usos pacíficos del espacio ultraterrestre. Estados Unidos ratificó el Tratado del Espacio Exterior, el Acuerdo de Rescate, el Convenio de Responsabilidad Espacial y el Convenio de Registro, pero no el Tratado de la Luna.
Los cinco tratados y acuerdos de derecho espacial internacional cubren "la no apropiación del espacio exterior por parte de un país, el control de armas, la libertad de exploración, la responsabilidad por daños causados por objetos espaciales, la seguridad y el rescate de naves espaciales y astronautas, la prevención de interferencia perjudicial con las actividades espaciales y el medio ambiente, la notificación y el registro de actividades espaciales, la investigación científica y la explotación de los recursos naturales en el espacio ultraterrestre y solución de controversias".
La Asamblea General de las Naciones Unidas adoptó cinco declaraciones y principios legales que alientan el ejercicio de las leyes internacionales, así como la comunicación unánime entre países. Las cinco declaraciones y principios son:
La Declaración de principios jurídicos que rigen las actividades de los Estados en la exploración y usos del espacio ultraterrestre (1963)
Toda exploración espacial se realizará con buenas intenciones y está igualmente abierta a todos los Estados que cumplan con el derecho internacional. Ninguna nación puede reclamar la propiedad del espacio exterior o de ningún cuerpo celeste. Las actividades llevadas a cabo en el espacio deben cumplir con el derecho internacional y las naciones que se sometan a dichas actividades deben aceptar la responsabilidad de la agencia gubernamental o no gubernamental involucrada. Los objetos lanzados al espacio están sujetos a la nación de origen, incluidas las personas. Los objetos, partes y componentes descubiertos fuera de la jurisdicción de una nación serán devueltos una vez identificados. Si una nación lanza un objeto al espacio, son responsables de cualquier daño que ocurra internacionalmente.
Los principios que rigen el uso por los Estados de satélites artificiales de la Tierra para la transmisión internacional directa de televisión (1982).
Los principios relativos a la teledetección de la Tierra desde el espacio exterior (1986).
Los principios relevantes para el uso de fuentes de energía nuclear en el espacio ultraterrestre (1992).
La Declaración sobre la cooperación internacional en la exploración y el uso del espacio ultraterrestre en beneficio y en interés de todos los Estados, teniendo en cuenta especialmente las necesidades de los países en desarrollo (1996).

## Historia

### Administración Eisenhower
El presidente Eisenhower se mostró escéptico sobre los vuelos espaciales tripulados, pero estaba interesado en las aplicaciones comerciales y militares de la tecnología satelital. Antes del lanzamiento de la Unión Soviética del Sputnik 1, Eisenhower ya había autorizado el Proyecto Vanguard, un programa científico satelital asociado con el Año Geofísico Internacional. Como partidario de su gobierno en minoría, trató de evitar una carrera espacial cuyo sostenimiento llevaría a utilizar un gran presupuesto, se llevó una gran sorpresa con el anuncio del lanzamiento soviético del Sputnik, intentando minimizarlo. Tratando de evitar más sorpresas tecnológicas similares por parte soviética, autorizó la creación de la Agencia de Proyectos de Investigación Avanzados de Defensa (DARPA) en 1958, responsable del desarrollo de tecnologías militares.
La Army Ballistic Missile Agency (ABMA) propuso programas espaciales como el Explorer, pero Eisenhower, tratando de evitar darle al programa espacial estadounidense la imagen militarista que tenían del programa soviético, rechazó el Explorer a favor del Proyecto Vanguard, tras numerosos fallos del proyecto, se vio obligado a dar el visto bueno al lanzamiento propuesto por el Ejército.
En el mismo año 1958, Eisenhower pidió al Congreso que creara una agencia para el control civil de las actividades espaciales no militares. A sugerencia de su asesor científico, James Rhyne Killian, el proyecto de ley pedía la creación de una agencia del Comité Asesor Nacional para la Aeronáutica (NACA). El resultado fue la Ley Nacional del Espacio y la Aeronáutica, aprobada en julio de 1958, que creó la Administración Nacional de Aeronáutica y del Espacio (NASA). El presidente designó a T. Keith Glennan como primer Administrador de la NASA, con el último Director de la NACA, Hugh Latimer Dryden, como diputado.
La NASA, creada tras la aprobación por el Congreso, fue sustancialmente más fuerte que la propuesta original de la administración Eisenhower. La NASA se hizo cargo de la investigación de tecnología espacial iniciada por DARPA. También se hizo cargo del programa satelital tripulado de EE. UU., Man In Space Soonest, de la Fuerza Aérea, conocido como Programa Mercury.

### Administración Kennedy
Al inicio de la presidencia de John F. Kennedy, este se sintió inclinado a desmantelar los planes para el programa Apolo, al que se opuso cuando era senador, pero pospuso cualquier decisión por deferencia a su vicepresidente, a quien había nombrado presidente del Consejo Nacional del Espacio y que apoyó firmemente a la NASA debido a su ubicación en Texas. Esto cambió con su discurso del Estado de la Unión de enero de 1961, cuando sugirió la cooperación internacional en el espacio.
En respuesta al vuelo de Yuri Gagarin como el primer hombre puesto en el espacio, el presidente, en 1961, comprometió a los Estados Unidos a hacer alunizar a un hombre en la Luna a finales de la década. En ese momento, la administración estadounidense pensaba que la Unión Soviética podría hacer aterrizar a un hombre en la Luna para 1967, y el presidente Kennedy vio un alunizaje estadounidense como algo crítico para el prestigio y el estado global de la nación. Sin embargo, el administrador de la NASA, James E. Webb, siguió un programa más amplio que añadía aplicaciones espaciales como el seguimiento del clima y los poner en órbita satélites de comunicaciones. Durante este tiempo, el Departamento de Defensa observó las aplicaciones espaciales militares, como el programa de avión espacial Dyna-Soar y el Manned Orbital Laboratory. John F. Kennedy también elevó el estatus de asesor al Consejo Nacional del Espacio, al asignar al Vicepresidente como su presidente.

### Administración Johnson
El presidente Lyndon Johnson estuvo muy comprometido con la carrera espacial y, siendo líder de la mayoría del Senado y vicepresidente, contribuyó a establecer la infraestructura para el programa espacial. Sin embargo, los gastos de la Guerra de Vietnam y los programas de la Gran Sociedad obligaron a recortar el presupuesto de la NASA en 1965. Aun así, la misión Apolo 8 que llevó a los primeros hombres a la órbita lunar pudo realizarse justo antes de que Johnson finalizara su mandato en 1968.

### Administración Nixon

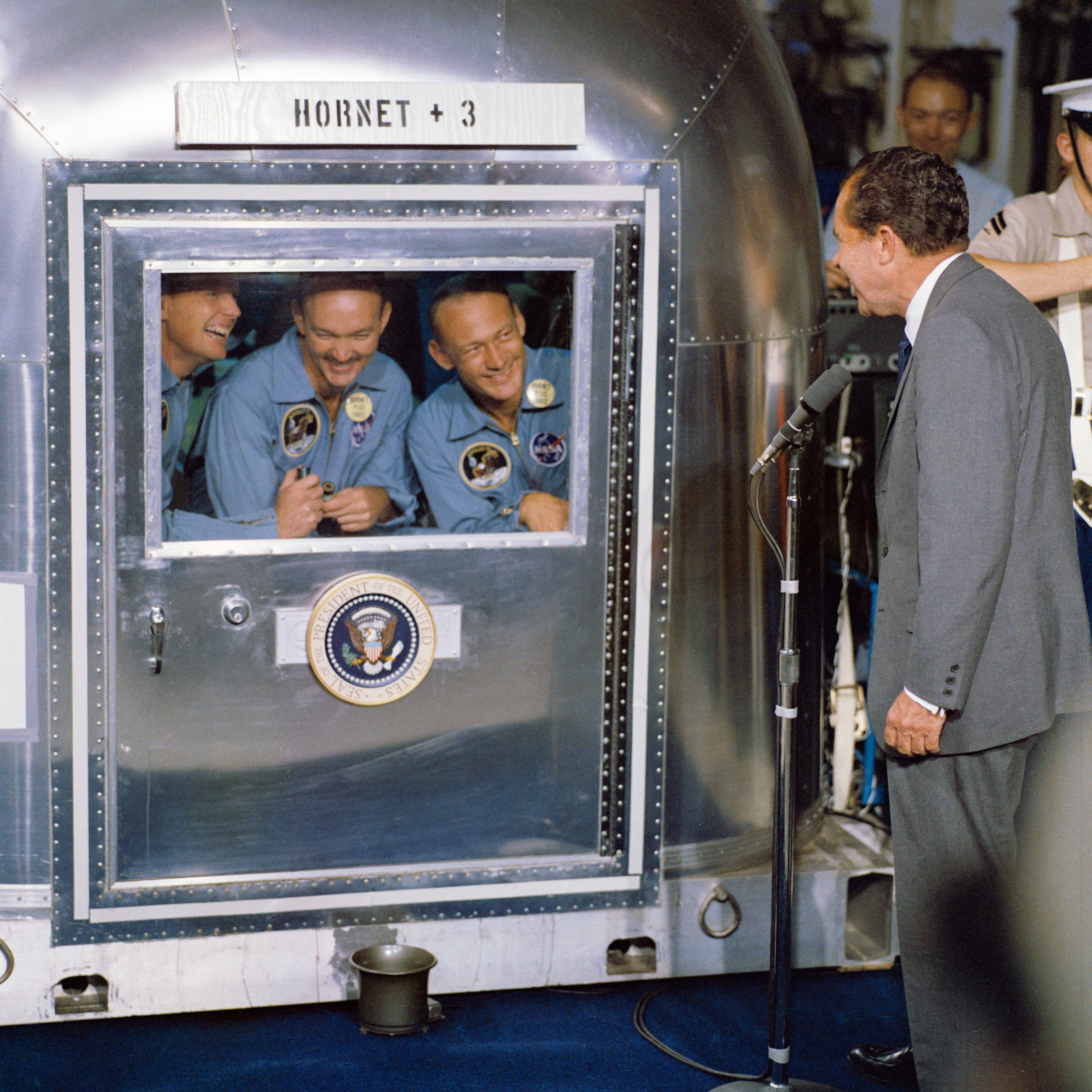
El presidente Nixon da la bienvenida a los astronautas del Apolo 11 mientras están en cuarentena tras observar su amerizaje en el océano desde la cubierta del portaaviones USS Hornet.

La nave espacial Apolo 11, fue a primera nave que realizó un alunizaje, llevando al primer hombre a la Luna, a principios de la presidencia de Richard Nixon. El presupuesto de la NASA continuaba disminuyendo por lo que se cancelaron tres de los aterrizajes planificados para el Apolo. La administración de Nixon aprobó el inicio del programa del transbordador espacial, dejando de financiar otros proyectos como un amartizaje en Marte, la colonización de la Luna o una estación espacial.
El 5 de enero de 1972, el presidente aprobó el desarrollo del programa del Transbordador Espacial de la NASA, decisión que influyó profundamente en la carrera espacial para explorar y desarrollar el espacio durante varias décadas desde entonces. Bajo la administración de Nixon, el presupuesto específico de la NASA disminuyó. El administrador de la NASA Thomas O. Paine proyectaba planes para el establecimiento de una base permanente en la Luna a finales de la década de 1970 y el lanzamiento de una misión tripulada a Marte para 1981. El presidente Nixon, sin embargo, rechazó esta propuesta. El 24 de mayo de 1972, aprobó un programa cooperativo de cinco años entre la NASA y el programa espacial soviético, que culminaría en el proyecto de pruebas Apolo-Soyuz, una misión conjunta de un Apolo estadounidense y una nave espacial Soyuz soviética, en 1975, durante la presidencia de Gerald Ford.

### Administración de Ford
Durante la presidencia de Gerald Ford la política espacial tuvo poco impulso. La financiación de la NASA mejoró algo, el proyecto de pruebas Apolo-Soyuz se realizó y el programa Shuttle se continuó desarrollando, también se creó la Oficina de Política de Ciencia y Tecnología.

### Administración Carter
Durante la presidencia de Jimmy Carter, Estados Unidos también se mantuvo bastante inactivo en lo referente al espacio: Carter había afirmado que no era «factible ni necesario» comprometerse con un programa espacial al estilo Apolo, y su política espacial solo incluyó objetivos limitados de corto alcance. Con respecto a la política espacial militar, Carter declaró, sin mucha especificación en versión no clasificada, que «Estados Unidos llevará a cabo actividades en el espacio en apoyo de su derecho de legítima defensa».

### Administración Reagan

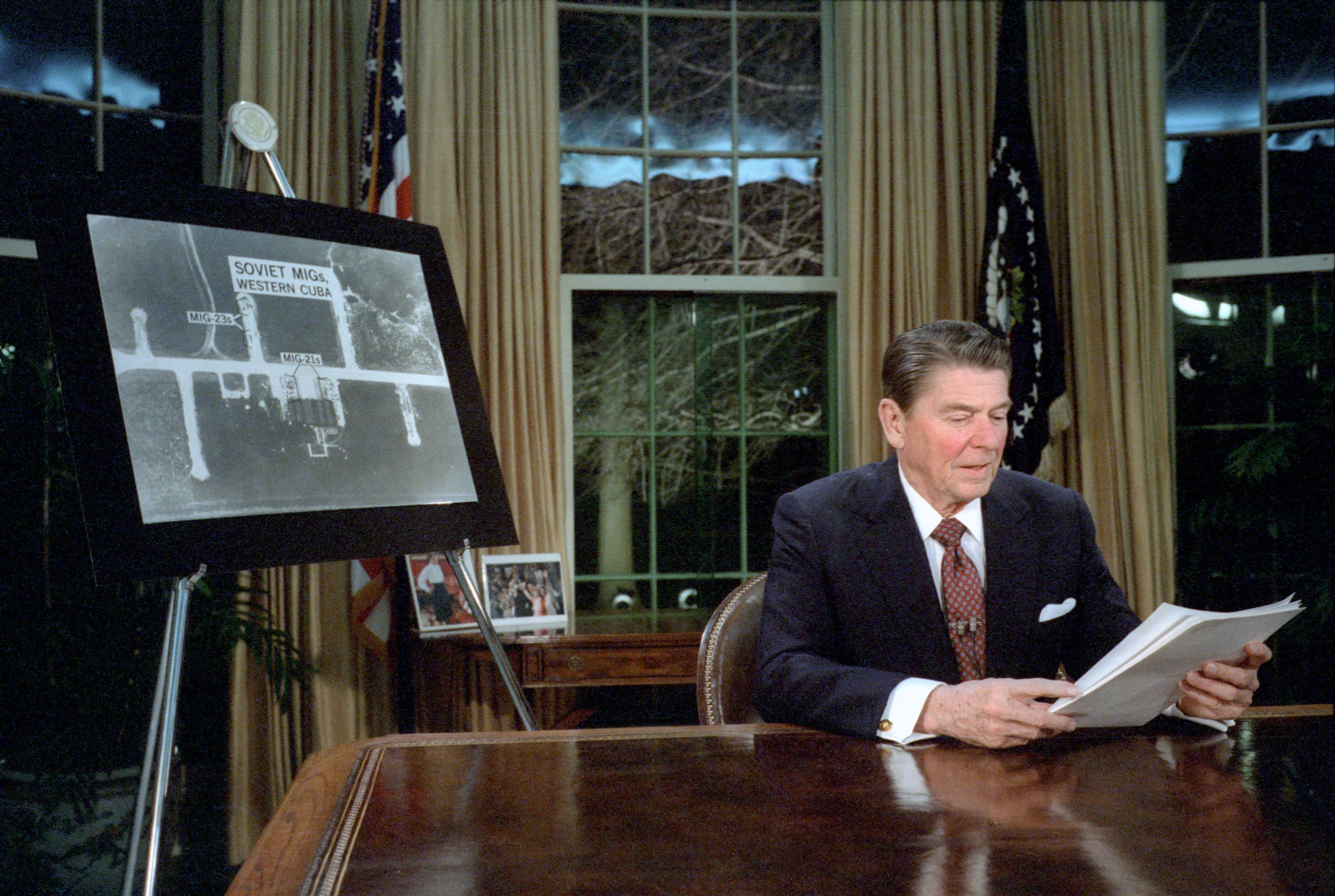
El presidente Reagan pronunciando un discurso, el 23 de marzo de 1983, relacionado con la Iniciativa de Defensa Estratégica.

Durante el mandato del presidente Ronald Reagan se realizó, en abril de 1981, el primer vuelo del transbordador espacial. En 1982, informó sobre actividades a realizar durante la carrera espacial, que incluía iniciativas como la privatización del programa Landsat, una nueva política de comercialización para la NASA, la construcción de la Estación espacial Freedom y la Iniciativa de Defensa Estratégica militar. Al final de su mandato como presidente, intentó aumentar el presupuesto de la NASA en un 30 por ciento., pero muchas de esas iniciativas no llegarían a completarse según lo planeado.
El desastre del transbordador espacial Challenger en enero de 1986, llevó a redactar el Informe de la Comisión Rogers sobre las causas del desastre, así como el Informe de la Comisión Nacional sobre el Espacio y el Informe sobre el futuro del programa espacial nacional.

### Administración de George H. W. Bush
El presidente George H. W. Bush continuó apoyando el desarrollo espacial, anunciando la Space Exploration Initiative y ordenando un incremento del 20 por ciento en el presupuesto de la NASA en una era de presupuesto ajustado. La administración Bush además encargó otro informe sobre el futuro de la NASA, el Comité Asesor sobre el Futuro del Programa Espacial de los Estados Unidos, también conocido como el Informe Augustine.

### Administración Clinton
Durante la administración Clinton, continuaron los vuelos del transbordador espacial y se comenzó la construcción de la Estación Espacial Internacional.
La Política Nacional del Espacio de la administración Clinton (Directiva de Decisión Presidencial/NSC-49/NSTC-8) fue iniciada el 14 de septiembre de 1996. Los principales objetivos del presidente eran «mejorar el conocimiento de la Tierra, el sistema solar y el universo a través de la exploración humana y robótica» y «fortalecer y mantener la seguridad nacional de los Estados Unidos». Su política espacial, al igual que la de Carter y Reagan, iba en su misma línea al declarar que «los Estados Unidos llevarán a cabo las actividades espaciales necesarias para la seguridad nacional». Estas actividades incluyeron «ofrecer apoyo al derecho inherente de autodefensa de los Estados Unidos y nuestros compromisos de defensa con aliados y amigos; disuadir, advertir y, si es necesario, defender contra el ataque enemigo; asegurar que las fuerzas hostiles no puedan evitar nuestro propio uso del espacio y contrarrestar, si es necesario, los sistemas y servicios espaciales utilizados con fines hostiles». La política del presidente Clinton también dijo que los Estados Unidos desarrollarían «capacidades de control espacial para garantizar la libertad de acción en el espacio» solo cuando tales pasos fueran «compatibles con las obligaciones del tratado».

### Administración Bush

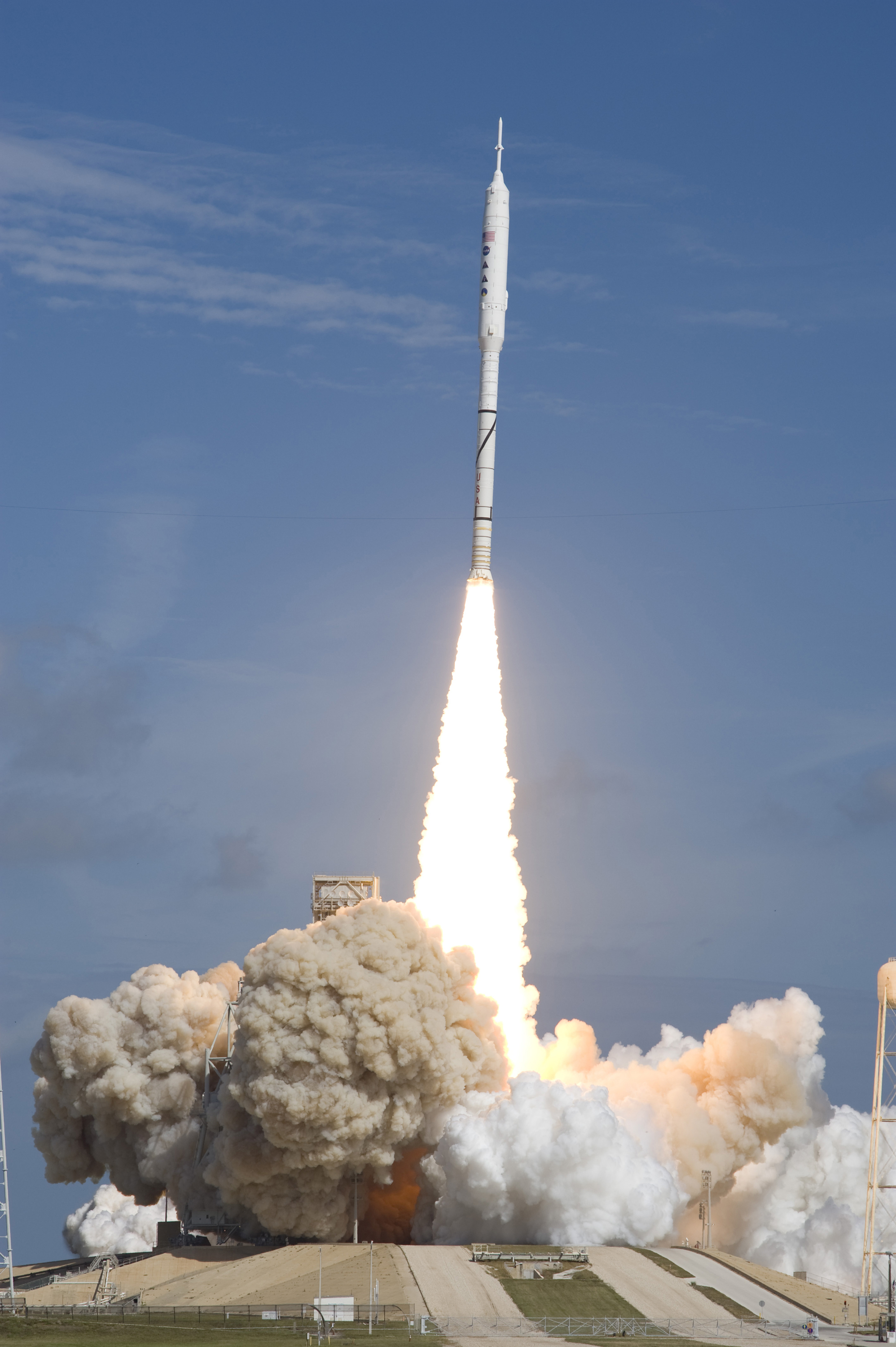
El lanzamiento del prototipo Ares I-X, el 28 de octubre de 2009, fue el único vuelo realizado bajo el Proyecto Constelación de la administración Bush.

A principios del mandato de George W. Bush ocurrió el desastre del transbordador espacial Columbia, lo que llevó a realizar el informe de la Junta de Investigación de Accidentes de Columbia que se dio a conocer en agosto de 2003. La política espacial Vision for Space Exploration, anunciada el 14 de enero de 2004 por el presidente, fue vista como una respuesta al desastre del Columbia y el estado general de los vuelos espaciales tripulados de la NASA, así como una forma de recuperar el entusiasmo del público por la exploración espacial. La Vision for Space Exploration tenía como finalidad implementar un programa humano y robótico sostenido y asequible para explorar el sistema solar y más allá; extender la presencia humana a través del sistema solar, comenzando con nuevos vuelos tripulados a la Luna para el año 2020, como preparación para la exploración humana de Marte y otros destinos; desarrollar tecnologías innovadoras, el conocimiento e infraestructuras para explorar y apoyar las decisiones sobre los destinos para la exploración humana; y para promover la cooperación internacional y comercial en la exploración para promover los intereses científicos, de seguridad y económicos de los Estados Unidos.
Con esta finalidad, el 27 de enero de 2004, el Presidente Bush formó la Comisión del Presidente sobre la Implementación de la Política de Exploración Espacial de los Estados Unidos. Presentando su informe final el 4 de junio de 2004. Esto llevó al Estudio de Arquitectura de Sistemas de Exploración de la NASA a mediados de 2005, que desarrolló planes técnicos para llevar a cabo los programas especificados en la Visión para la Exploración Espacial. También fue el comienzo de la ejecución del proyecto Constelación, incluida la nave espacial Orión, el módulo de aterrizaje lunar Altair y los cohetes Ares I y Ares V. La misión Ares I-X, un lanzamiento de prueba de un prototipo de cohete Ares I, se completó con éxito en octubre de 2009.
El 31 de agosto de 2006 se inició una nueva Política Espacial Nacional que estableció una política general que rige la conducción de actividades espaciales de los EE. UU. El documento, la primera revisión completa de la política espacial general en 10 años, enfatizó los problemas de seguridad, alentó a la empresa privada en el espacio y caracterizó el papel de la diplomacia espacial de los EE. UU. En gran medida en términos de persuadir a otras naciones para que apoyasen la política de los EE. UU. El Consejo de Seguridad Nacional de los Estados Unidos dijo que se necesitaba una actualización para «reflejar el hecho de que el espacio se ha convertido en un componente aún más importante de la seguridad económica de Estados Unidos, la seguridad nacional y la seguridad absoluta». La administración Bush aceptó los acuerdos internacionales, pero declaró que «rechaza cualquier limitación del derecho fundamental de los Estados Unidos a operar y adquirir datos desde el espacio» y que «Estados Unidos se opondrá al desarrollo de nuevas leyes, regímenes u otras restricciones que busquen prohibir o limitar el acceso o uso del espacio por parte de los Estados Unidos».

### Administración Obama
El gobierno de Barack Obama comisionó la Revisión del Comité de Planes de Vuelo Espacial Tripulado de los Estados Unidos en 2009 para revisar los planes de vuelos espacial tripulados de los EE. UU. y garantizar que la nación se situase en "un camino fuerte y sostenible para lograr sus aspiraciones más audaces en el espacio", donde abarcaba opciones de vuelo espacial después de que la NASA se plantease retirar el transbordador espacial.
El 15 de abril de 2010, el presidente Barack Obama dio un discurso en el Centro espacial John F. Kennedy donde informó de los planes que tenía su administración para la NASA. Ninguno de los tres planes descritos en el informe final del Comité fueron seleccionados en su totalidad. El presidente canceló el proyecto Constelación y rechazó los planes inmediatos para regresar a la Luna con la premisa de que el plan actual se había vuelto inviable. En cambio, prometió 6 mil millones de dólares en fondos adicionales y solicitó el desarrollo de un nuevo programa de cohetes de carga pesada para iniciar su construcción en 2015 con misiones tripuladas a la órbita de Marte a mediados de la década de 2030. También informó sobre su nueva política espacial el 28 de junio de 2010, en la que revirtió el rechazo de la política de George W. Bush de los acuerdos internacionales para frenar la militarización del espacio, diciendo que «consideraría propuestas y conceptos para medidas de control de armas si son equitativo, efectivamente verificable y para mejorar la seguridad nacional de los Estados Unidos y sus aliados».
Con la Ley de Autorización de la NASA de 2010, que fue aprobada el 11 de octubre de 2010, se promulgaron muchos de estos objetivos de la política espacial.

### Administración Trump

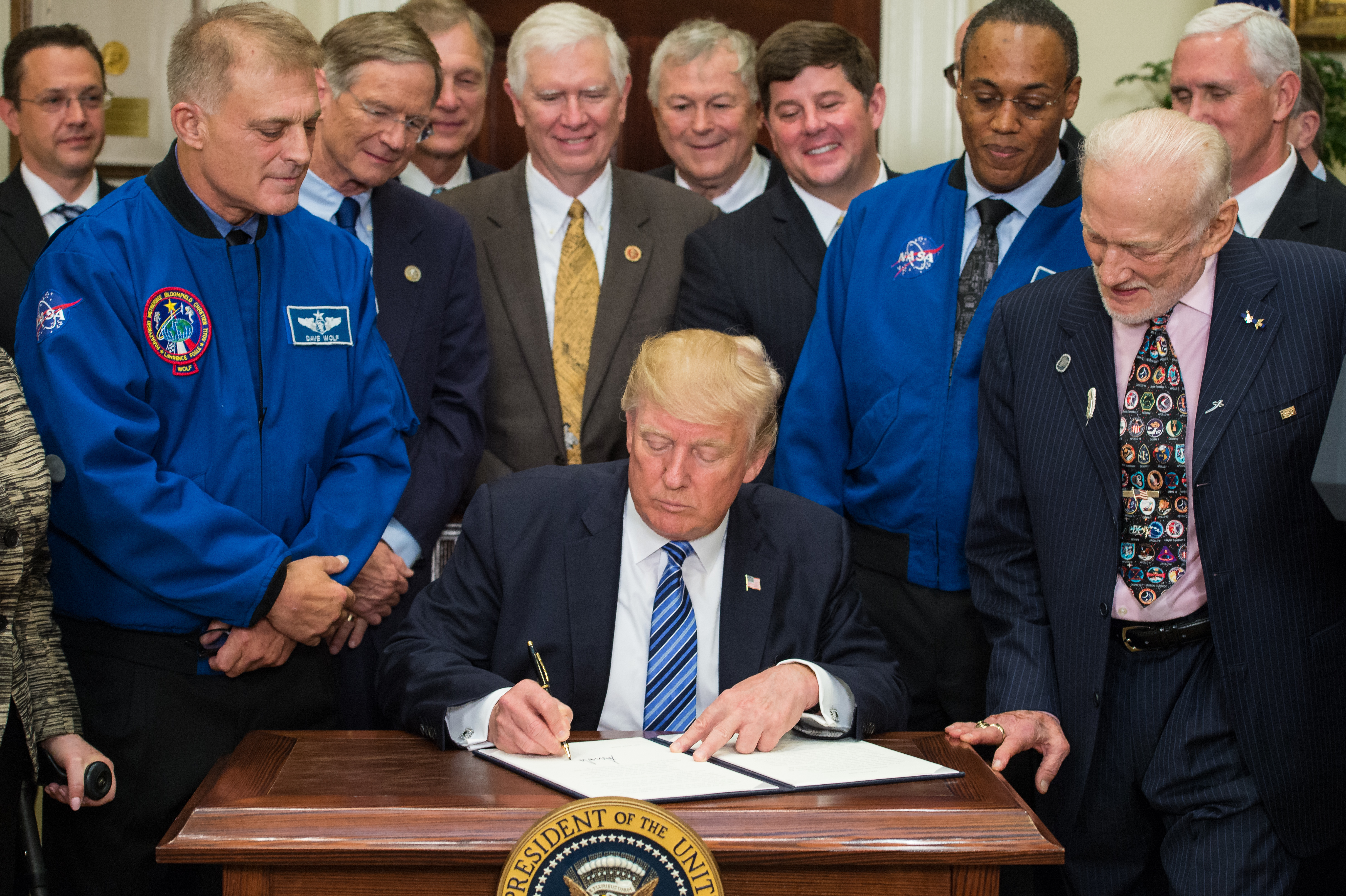
El presidente Trump firma una orden ejecutiva que restablece el Consejo Nacional del Espacio, con los astronautas Dave Wolf y Al Drew, y el astronauta del Apolo 11 Buzz Aldrin (de izquierda a derecha) de testigos.

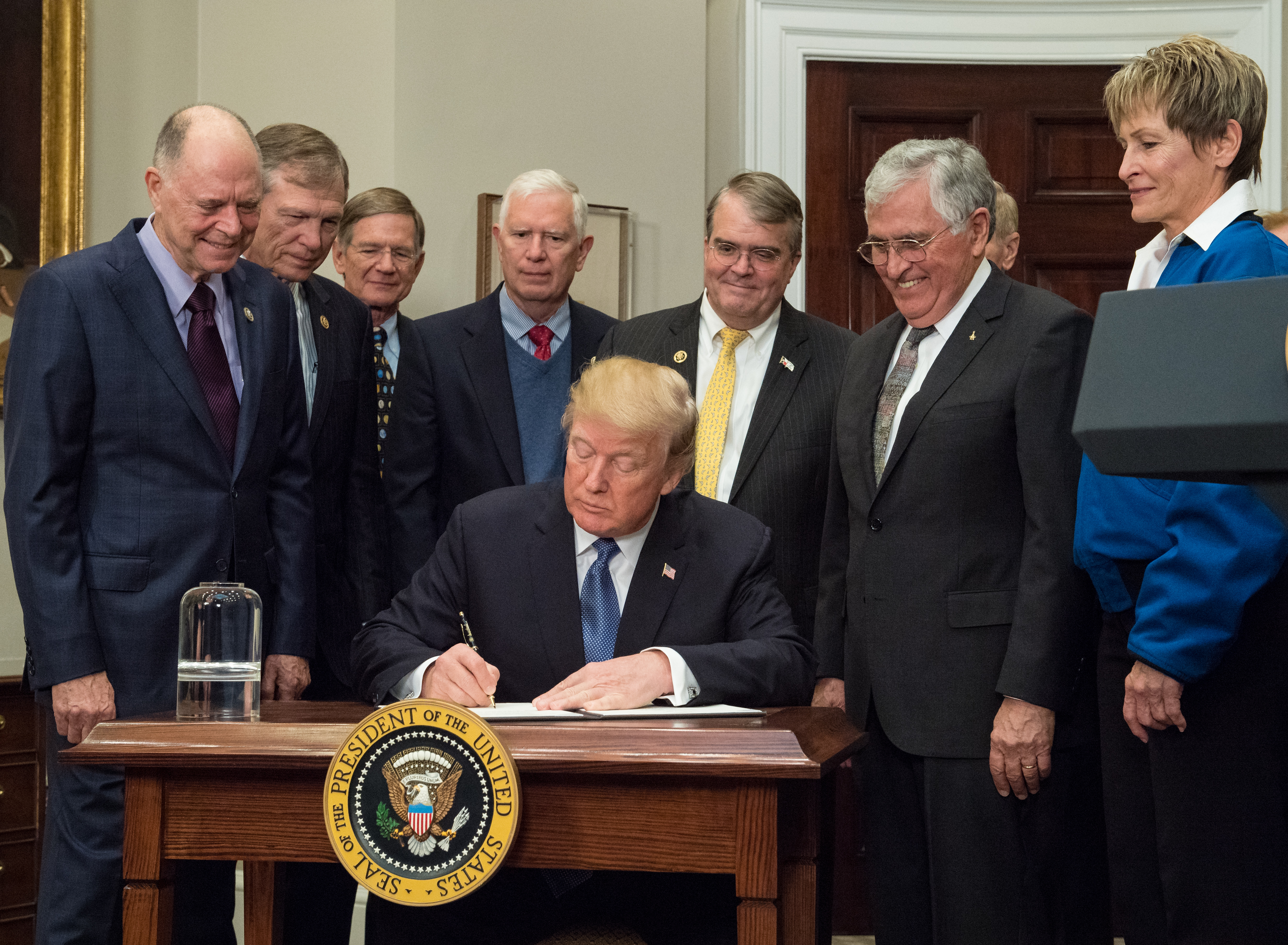
El presidente Trump firma la Directiva de Política Espacial 1 el 11 de diciembre de 2017, con los astronautas Harrison Schmitt, Buzz Aldrin, Peggy Whitson y Christina Koch de testigos.

El 30 de junio de 2017, el presidente Donald Trump firmó una orden ejecutiva para restablecer el Consejo Nacional del Espacio, presidido por el vicepresidente Mike Pence. La primera solicitud de presupuesto de la administración Trump mantiene los programas de vuelos espaciales tripulados de la era Obama: naves espaciales comerciales para transportar astronautas hacia y desde la Estación Espacial Internacional, el Sistema de lanzamiento espacial del gobierno y la nave espacial Orión para misiones en el espacio profundo, mientras reduce la investigación científica sobre la Tierra y elimina la oficina de educación de la NASA.
El 11 de diciembre de 2017, el presidente firmó la Directiva de Política Espacial 1, un cambio en la política espacial nacional que establece un programa integrado dirigido por Estados Unidos con socios del sector privado para un retorno tripulado a la Luna, seguido de misiones a Marte y el espacio profundo. La política exige que el administrador de la NASA «lidere un programa de exploración innovador y sostenible con socios comerciales e internacionales para permitir la expansión humana en todo el sistema solar y traer a la Tierra nuevos conocimientos y oportunidades». Esta gestión organizará de manera más efectiva los trámites del gobierno, la industria privada y el trabajo internacional para devolver a humanos a la Luna, y sentará las bases que eventualmente permitirán la exploración humana de Marte.
El Presidente declaró: «La directiva que estoy firmando hoy volverá a centrar el programa espacial de Estados Unidos en la exploración y el descubrimiento humano. [...] Es un primer paso para devolver a los astronautas estadounidenses a la Luna por primera vez desde 1972, para su exploración y uso a largo plazo. Esta vez, no solo plantaremos nuestra bandera y dejaremos nuestras huellas, estableceremos una base para una eventual misión a Marte, y quizás algún día, a muchos mundos más allá».
«Bajo el liderazgo del presidente Trump, Estados Unidos liderará una vez más en el espacio en todos los frentes», dijo el vicepresidente Pence. «Como ha dicho el Presidente, el espacio es la "próxima gran frontera estadounidense", y es nuestro deber, y nuestro destino, establecer esa frontera con liderazgo, valor y valores estadounidenses. La firma de esta nueva directiva es otra promesa mantenida por el presidente Trump.»
Entre otros dignatarios presentes durante la firma, figuraron los astronautas de la NASA el senador Harrison "Jack" Schmitt, Buzz Aldrin, Peggy Whitson y Christina Koch. Hacía 45 años que el astronauta Harrison Schmitt aterrizó el Apolo 17 y pisó la Luna, siendo una de las últimas personas vivas que pisó la Luna. Buzz Aldrin fue la segunda persona en caminar en la Luna durante la misión Apolo 11. Peggy Whitson habló con el presidente desde el espacio, en abril durante su misión a bordo de la Estación Espacial Internacional y mientras realizaba el vuelo de regreso a casa tras romper el récord de un astronauta estadounidense en septiembre. Christina Koch forma parte de la promoción de la NASA de 2013.